# Indalécio Domingues de Arruda
Indalécio Domingues de Arruda (Lages, 12 de julho de 1884 — Lages, 3 de maio de 1972) foi um advogado e político brasileiro.

## Vida
Filho de José Maria Domingues de Arruda e Águeda Dolores de Aguiar Arruda, bacharelou-se em direito pela Faculdade de Direito de São Paulo, em 1910.

## Carreira
Foi deputado à Assembleia Legislativa de Santa Catarina na 12ª legislatura (1925 — 1927) e na 13ª legislatura (1928 — 1930).
Foi prefeito de Lages, nomeado por Nereu Ramos, de 5 de janeiro de 1938 a 14 de maio de 1941 e de 29 de outubro de 1945 a 31 de janeiro de 1946.